# 钟觐光
钟觐光，河南信阳人，清朝政治人物。
光绪二年（1876年），以忠路县丞代利川知县。